# David Emanuel (Designer)
David Emanuel (* 17. November 1952 in Bridgend) ist ein aus Wales stammender Fashion-Designer. Seinen Durchbruch hatte er 1981 als Designer des Brautkleides von Lady Di.

## Karriere
Emanuel lernte von 1972 bis 1975 an der Cardiff School of Art and Design sowie von 1976 bis 1977 gemeinsam mit seiner späteren Ehefrau Elizabeth Emanuel (geborene Weiner, ebenfalls Designerin, etwa für Prinz Charles) am Royal College of Art in London. Danach arbeitete er unter anderem für den Hofdesigner von Elisabeth II., Hardy Amies. 1977 eröffnete er im Alter von 25 Jahren in London seine eigene Modeboutique, die sich auf Maßanfertigungen für Filmstars (darunter Elizabeth Taylor oder Madonna) und die Royals spezialisierte. Seit seiner Scheidung 1990 vertreibt er seine eigene Modekollektion unter dem Namen David Emanuel Couture. David Emanuel wird zudem als der Mode-Designer für die Kostüme mehrerer Film- und Theaterproduktionen beauftragt (u. a. für Aufführungen des Webber Musicals Sunset Boulevard oder für Jane Seymour in War and Remembrance) und entwarf die Uniformen der Stewardessen sowohl der Virgin Atlantic Airways (1991) als auch der Britannia Airways (1999). Er arbeitet für verschiedene Fernsehsender, beispielsweise für die BBC Show Celebrity Cash in the Attic, oder als Moderator der Sendung Shop The World bei Fashion TV, schreibt Modekolumnen in mehreren Zeitungen wie  der Western Mail und hat gemeinsam mit seiner Frau zwei Modebücher veröffentlicht.
2013 nahm er an der 13. Staffel der britischen Fernsehshow I’m a Celebrity…Get Me Out of Here! teil und erreichte den zweiten Platz.
Lady Dianas Hochzeitskleid wurde 2018 vom amerikanischen Time Magazin zum „einflussreichsten britisch-königlichen Hochzeitskleid aller Zeiten“ gekürt.
Aktuell moderiert Emanuel die Sendung Say Yes to the Dress auf dem TV-Sender TLC.

## Veröffentlichungen
- Style for All Seasons (1983)
- A Dress for Diana Pavillion, London, ISBN 1862057494, (2006)